# Hugo Wolf (Schriftsteller)
Hugo Wolf (* 19. April 1888 in Wiener Neustadt; † 27. Mai 1946 in Queens, New York City) war ein österreichischer Rechtsanwalt und expressionistischer Schriftsteller. Wie andere Opfer nationalsozialistischer Verfolgung auch, ist er als Dichter heute nahezu vergessen.

## Leben
Der als Sohn von Dr. Wilhelm Wolf und Rosa Wolf (geb. Kerpel, * 1860 in Mattersburg) geborene Hugo Wolf hatte fünf Geschwister, u. a. Otto Wolf und Max Wolf. Der Vater praktizierte als Arzt in Wiener Neustadt in der Neunkirchner Straße. Bruder Max (* 1. Juni 1892 in Wiener Neustadt; † 25. August 1990 in New York) arbeitete an der Wiener Poliklinik ebenfalls als Arzt. Bruder Otto war ein international vernetzter Geschäftsmann.
Hugo Wolf wurde nach dem Studium der Rechtswissenschaften am 16. März 1912 zum Dr. jur. promoviert. Er nahm am Ersten Weltkrieg teil und erlitt im September 1914 einen Beinschuss. Am 22. März 1919 heiratete er in Neudörfl die Zahnärztin Margarete (Grethe) Wolf (geb. Schönberger, * 9. Juni 1894 in Neudörfl; † 13. August 1965 in New York). Das Paar hatte zwei Kinder: den Ernährungswissenschaftler Georg(e) Wolf (* 16. Juni 1922 in Wien; † 31. August 2014 in Berkeley) und Maria Martina Wolf (später Maria Brody, * 3. Oktober 1925 in Wien).
Ab seiner Heirat arbeitete Hugo Wolf als Rechtsanwalt in Wien. Das Büro lag in Nähe zur Universität in der Teinfaltstrasse 7. Er führte „eine ausgezeichnete Anwaltspraxis“ und war vielseitig, nämlich als Strafverteidiger, in Zivilprozessen, im Gewerbe- und Steuerrecht und als Vermögensverwalter tätig. Er hielt Vorträge über Rechtsthemen vor Gewerbevereinen.
Hugo Wolfs Familie lebte im Wiener Villenviertel in Hietzing, und zwar in der Neue Welt Gasse 5 nahe der Synagoge (1922–1936) bzw. 200 Meter weiter in der Wenzgasse 24 (1936–1939). Am 16. März 1939 wurde Schwindgasse 17 im 4. Bezirk amtlich als Adresse registriert (anlässlich der Festlegung der Reichsfluchtsteuer).
Hugo Wolf war ein passionierter Bergsteiger.
Nach dem Anschluss wurde Hugo Wolf Ende 1938 aus der Wiener Rechtsanwaltskammer ausgeschlossen. Ende 1938 oder Anfang 1939 gelangten die Kinder Maria und Georg mit einem Kindertransport nach England. Am 4. September 1939 flüchtete Hugo Wolf mit seiner Frau über die Grenze nach Ungarn, dann weiter über Griechenland nach Portugal. Von dort emigrierten beide Anfang 1941 nach New York. Bereits 1938 war Bruder Max nach New York emigriert (wo er später als Dermatologe praktizierte), und Bruder Otto gemeinsam mit den Eltern nach Buenos Aires (wo die Mutter am 25. Juni 1949 starb).
In Abwesenheit wurde Hugo Wolf am 22. Juli 1943 der Doktorgrad aberkannt, da er im Nationalsozialismus „als Jude als eines akademischen Grades einer deutschen Hochschule unwürdig“ galt. Diese Aberkennung wurde erst am 15. Mai 1955 für „von Anfang an nichtig“ erklärt.
Auch im Exil betätigte Hugo Wolf sich in seinem Beruf. Im April 1944 veröffentlichte er als Public Accountant in einer New Yorker Exilzeitung eine Anleitung zur US-amerikanischen Declaration (Steuererklärung). Hugo Wolf starb als Hugh Henry Wolf wenige Monate nach seiner Einbürgerung.

## Werk
Hugo Wolf, der Schriftsteller, wurde und wird noch heute oft mit Hugo Wolf, dem Komponisten, verwechselt. Auch deshalb sind seine Werke in Bibliographien schwer auffindbar. Er war Erzähler, Lyriker, Dramatiker und Essayist, mit der zeitgenössischen Wiener Literaturszene verbunden und gut bekannt mit Joseph Roth (dessen psychisch kranke Frau Friedl er betreute), Stefan Zweig, dem Verleger Ernst Peter Tal und dessen Frau Lucy Tal.
Am 10. November 1912 schrieb Stefan Zweig in sein Tagebuch: „Hugo Wolf liest nachmittags bei mir vor Felix Braun, Czokor [Franz Theodor Csokor], Victor [Victor Fleischer], Lucka [Emil Lucka] sein neues Stück Die Verführung der Lotte Seligmann das überwältigend wirkt durch sein innere Neuheit und die Dramatik des Dialogs. Seltsam wie verschlossen er ist, sein Kindergesicht, ernst mit den klaren Augen, der Ruhe eines Einfältigen deutet nichts von der inneren Erlebniskraft, die im Unmittelbaren gerade am stärksten ist. Nachher noch gutes Beisammensein.“ – Das genannte Stück wurde nie veröffentlicht.
In den Jahren 1910 bis 1921 war Hugo Wolf Mitarbeiter zahlreicher literarischer Zeitschriften, wie Der Sturm, Der Brenner, Die Fackel, Simplicissimus, Jugend, Die Schaubühne, März, Wieland, Das junge Deutschland, Das Flugblatt, Der Friede.
In der Anthologie »Beständig ist das leicht Verletzliche« ist er mit seinem Gedicht Muskulatur (1913) vertreten.
Hugo Wolf nahm am 20. Mai 1936 an der Gründungsversammlung der Gesellschaft der Filmfreunde Österreichs teil, gemeinsam mit Viktor Matejka, Robert Musil, Carl Zuckmayer, Ernst Angel, Ernst Krenek, und anderen weniger Prominenten. Diese Vereinigung feierte 1996 ihr 60-jähriges Bestehen.

## Werke

### Vier Zeilen von Hugo Wolf
Aus: Muskulatur
Ein halber, schüchterner Gedanke spannte

die dünnen Fasern, da die Pulse flogen

und unsre Lippen lauernd näherzogen

und näher, bis sich eins ins andre brannte.

### Erzählungen
- Simplicissimus, Erzählungen zwischen 1911 und 1920 (Online)
- Sommeraufenthalt. Eine Erzählung. Hyperion, Berlin 1914
- Geschäft und Liebe. Roman.[6]

### Lyrik
Gedichte von ihm sind nur in Anthologien und Zeitschriften erhalten geblieben:
- Die Fackel, 10 Gedichte im 12. Jg., Nr. 311/312, 23. November 1910, S. 23 ff. (Online)
- Simplicissimus, Gedichte zwischen 1911 und 1920 (Online)
- Die Pforte. Eine Anthologie Wiener Lyrik Heidelberg 1913.
- Wulf Kirsten (Hrsg.): »Beständig ist das leicht Verletzliche« Gedichte in deutscher Sprache von Nietzsche bis Celan Ammann Verlag, Zürich 2010, ISBN 978-3-250-10535-0. Seite 365 f. und 1068.

### Dramen
- Die Verführung der Lotte Seligmann
- Der Architekt im Apfelgarten[18]
- Die Insel. Ein Schauspiel in vier Akten. Deutsch-Österreichischer Verlag, Wien/Leipzig 1913. Die Aufführung war für die Volksbühne geplant.[6]
- Abenteuer der Gerechtigkeit (1933), Premiere am 17. September 1935 im Theater in der Josefstadt unter der Regie von Hans Thimig[6][19] als erstes Stück der Direktion Ernst Lothar.[18]
- Wir spielen Bridge[19]